# マツダ・風舞
マツダ・風舞 (かざまい・KAZAMAI) は2008年に発表されたコンセプトカーである。

## 概要
風舞は2008年のモスクワモーターショーで発表された。マツダの技術開発における長期ビジョン「サステイナブル“Zoom-Zoom”宣言」に基づき、走る歓びと環境・安全性能の調和を具現化し、将来のクロスオーバーSUVの新たな方向性を示すコンセプトカーである。次世代直噴エンジンや新開発トランスミッションを搭載した4WD車で、徹底した軽量化と高い安全性を考慮した新型プラットフォームを採用している。
車名は風の吹き舞う様子を意味し、スタイリッシュなコンパクトクロスオーバーの力強さと機敏なイメージを表している。力強い5ポイントグリル、大きく張り出したフロントフェンダーとしなやかなルーフライン、大型22インチホイールによって見る人の感情に訴えかけるダイナミックな外観となっている。
エンジンは2.0L MZR DISI直噴エンジン、トランスミッションは6速AT。空力設計と軽量構造アルミニウムボディにより、従来の2.0Lエンジンより燃費が30%向上している。